# Vakáció-ó-ó
Vakáció-ó-ó (węg. Wakacje-e-e) – pierwszy studyjny album węgierskiej grupy muzycznej Dolly Roll. Wydany został w 1983 roku na LP i MC przez Hungaroton-Pepita. Album charakteryzował się zabawnymi tekstami i odniósł na Węgrzech sukces; po trzech miesiącach sprzedano 100 tysięcy, a po pięciu 250 tysięcy egzemplarzy, dzięki czemu album uzyskał status platynowej płyty. W 1998 roku nastąpiło jego wznowienie na CD przez Hungaroton-Gong.

## Lista utworów

### Strona A
1. " Vakációóó" (2:25)
2. " Arrivederci Amore" (2:59)
3. " Bye-bye Johnny B. Goode" (2:28)
4. " Pesti Cleopátra" (2:35)
5. " Si-bap-bap-du-bap" (3:10)
6. " Modern románc" (3:19)
7. " Wind-szörny" (2:40)

### Strona B
1. " Dolly Roll" (2:35)
2. " Let-kiss Week-end" (2:47)
3. " Hatszemélyes Cadillac" (2:22)
4. " Naplemente" (3:08)
5. " Stréber bugi" (1:54)
6. " Merész tengerész" (2:27)
7. " Happy End" (3:23)

## Wykonawcy
- Mária Renczi – wokal
- Béla Tibor Jeszenszky – wokal, gitara rytmiczna
- Gábor Novai – gitara basowa, wokal
- Zoltán Kékes – gitara, wokal
- Gyula Fekete – saksofon, wokal
- Gábor Zsoldos – perkusja